# Cité Doré
La cité Doré, également appelée villa des Chiffonniers, était un groupe d'habitations situé dans le quartier de la Gare dans le 13e arrondissement de Paris, aujourd'hui disparue.

## Situation
Ce groupe d'habitation était située dans un quadrilatère limité par la place Pinel, le boulevard de la Gare (actuel boulevard Vincent-Auriol), la rue des Deux-Moulins (actuelle rue Jenner) et un terrain appartenant à l’Assistance publique situé au Nord. À l'intérieur il y avait cinq avenues (avenue de Bellevue, avenue Contant-Philippe, avenue Constance et avenue Sainte-Marie), deux places (la « place de la Cité » et la « place du Rond-Point »), le « carrefour Dumathrat », et le « passage Doré »,.
Il y avait trois entrées situées au no 90 boulevard de la Gare, rue Jenner et au no 4 place Pinel qui donna la rue Louis-Français lorsque la place fut élargie.

## Odonymie
La cité Doré porte le nom du propriétaire des terrains sur lesquels elle a été construite.

## Histoire
Avant 1818, l'emplacement, connu sous le nom du château de Bellevue, était situé hors de Paris dans le village d'Austerlitz, qui se composait de plusieurs cabarets et guinguettes. En 1818, ce territoire d'Ivry-sur-Seine ayant été annexé à Paris, un spéculateur nommé Stuart acheta le château et son parc, l'un des plus beaux parcs de Paris qui avait 1 200 m2 de superficie afin de transformer l'ensemble en brasserie : « la Brasserie écossaise ». Il fit abattre presque tous les arbres du parc afin de pouvoir loger les nombreux chevaux et les nombreuses cuves, de l'entreprise. L'entreprise périclita et le château et le parc furent achetés en 1831 à Andrew Cochrané, qui n'eut pas plus de succès que son prédécesseur.
Quelque temps après, la propriété fut acquise à la criée par monsieur Doré, fonctionnaire à l'École polytechnique, qui acquit également un grand terrain jouxtant le précédent. L'ensemble fut alors transformé en une propriété d'agrément faisant alors 12 000 m2 de superficie environ après la démolition des constructions telles qu'écuries et ateliers. 
Par la suite le parc devint une sorte de marais qui n'était plus séparé du chemin de ronde du mur des Fermiers généraux que par une simple haie vive. Ainsi ce lieu fut utilisé, durant plus de 20 ans à l'insu de son propriétaire, comme terrain de duels, comme terrain de jeux par les enfants du quartier... tant et si bien que les maraîchers qui louaient les terrains ne pouvaient rien récolter abandonnèrent cette terre. Monsieur Doré fit construire un mur de clôture, qui ne changea rien, car on passait par-dessus…
En 1848, 1 500 ouvriers des ateliers nationaux furent envoyés dans le chemin de Ronde-de-la-Gare, sous le prétexte d'arranger cette voie, mais les ouvriers, s'en allaient passer la journée dans le parc de monsieur Doré, sur le gazon et l'ombre des arbres. Du coup, le mur de clôture fut abattu dans presque tout son parcours. Monsieur Doré eut l'idée de diviser sa propriété pour la louer par lots aux bourgeois de Paris, qui louaient à cet effet de petits carrés de terre trois fois grands comme un mouchoir dans quelque faubourg éloigné, et tous les dimanches ils vont, accompagnés de leur famille, jouer à l'horticulteur dans leur jardinet. L'affiche Terrain à vendre ou à louer se pavanait au vent depuis quelques jours, quand monsieur Doré vit apparaître un chiffonnier de la plus belle espèce, hotte au dos, crochet à la main qui lui dit qu'il venait pour louer du terrain afin d'y bâtir une maison de campagne pour lui et sa famille. Le bail fut passé pour dix mètres de terrain, à raison de cinquante centimes le mètre par an. Les travaux marchant trop lentement et comme il n'y avait pas de maison, la famille du chiffonnier se mit à habiter sous la lente en plein Paris. Au bout de trois mois, la maison était construite de fond en comble avec des matériaux de récupérations, des décombres à 10 sous le tombereau. Le toit fait avec de vieilles toiles goudronnées sur lesquelles on avait posé de la terre battue. Au printemps suivant, on planta des clématites, des capucines, et des volubilis sur ce toit. Cette merveille fut visitée par les confrères ; chacun envia le bonheur du chiffonnier propriétaire qui, pour cinq francs de loyer par an et une dépense une fois faite de cent écus environ, se trouvait posséder en propre une charmante villa, en plein soleil, au grand air. Chacun voulut avoir aussi son coin: on se disputa le terrain; le parc de Bellevue fut bientôt converti en un vaste chantier. Une ville nouvelle s'y bâtissait. Mais l'eau avait détrempé la terre; elle était devenue trop lourde, elle avait crevé la toile. En effet, pour couvrir il faut employer des tuiles, des ardoises ou du zinc; toutes ces marchandises sont fort coûteuse et tout le monde ne sait pas les manier. Les toits furent alors recouverts en fer-blanc, matériaux qui était très abondant et qui ne se vendait pas. Mais quand, à la suite des pluies, la rouille s'y est mise, cela produit le plus déplorable effet.
En 1853, le lotissement est signalé comme un cloaque extraordinairement ignoble habité par 400 ouvriers et en 1859 comme une cour des miracles où près de 2 000 chiffonniers sont entassés.
Il arriva un spéculateur, un limousinier, qui acheta à monsieur Doré tout l'espace occupé par les bicoques des chiffonniers. Celui-ci construisit en moins de 4 ans des masures à étage, qu'il louait pour quarante francs de loyer par an.
En janvier 1882, la cité Doré renfermait 470 ménages formant une population de 750 habitants. Les habitations sont des réduits infects, presque sans meubles et affreusement sales. Vers 8 heures du matin, après le balayage des voies de la cité, les chiffonniers arrivent avec leurs hottes ou leurs voitures à bras remplies de chiffons, de vieux papiers, de loques... et se mettent aussitôt à faire le tri de ce qu'ils viennent de ramasser dans la rue qui devient presque aussi sale qu'avant le balayage,,.
La cité Doré a été démolie à partir de 1905 ; la partie comprise entre la rue Jeanne-d'Arc et la place Pinel a formé la rue Louis-Français.
Le 28 octobre 1925, au no 9 avenue Saint-Marie une vieille maison de quatre étages, comprenant 35 locataires, s’effondre et fait 8 morts.
On y bâtit plus tard quelques logements et une école maternelle : sa reconstruction et son extension, avec édification d'immeubles d'habitation, font l'objet d'un programme défini en 2015.

## Les voies de la cité Doré
Ces avenues sont de sombres ruelles éclairées, le soir venu, par des lampes à huile perchées dans d'antiques réverbères aux vitres brisées.
Ces ruelles sont bordées d'une cinquantaine de maisonnettes basses, tombant en ruine. La chaussée, au milieu de laquelle court un ruisseau infect, est jonchée de sacs de chiffons, de paillasses éventrées, de tas d'os et de croûtes de pain.

### Rue Louis-Français
Cette rue, longue de 78 mètres et large de 12 mètres, commençait rue Jeanne-d'Arc et finissait place Pinel. Initialement appelée « passage du Paumier-Doré » c'était l'une des plus anciennes entrées de la cité Doré qui donnait sur la place Pinel. Élargie en 1900-1901 elle a reçu en 1905 le nom de rue Louis-Français en l'honneur du peintre Louis Français (1814-1897).

### Avenue Constance
Cette voie portait le nom de la fille de monsieur Doré.

### Avenue Constant-Philippe
Cette voie portait le nom du fils de monsieur Doré.